# 阿卡迪亚湖 (南卡罗来纳州)
阿卡迪亚湖（英文：Arcadia Lakes），是美国南卡罗来纳州下属的一座城市。城市类型是“Town”。其面积大约为0.67平方英里（1.74平方公里）。根据2010年美国人口普查，该市有人口861人，人口密度约为每平方 英里1,285.07人（约合每平方公里496.19人）。